# Liste der Monuments historiques in Forbach
Die Liste der Monuments historiques in Forbach führt die Monuments historiques in der französischen Gemeinde Forbach auf.

## Liste der Bauwerke
| Bezeichnung       | Beschreibung | Standort                     | Kennzeichnung | Schutzstatus | Datum | Bild           |
| ----------------- | --- | ---------------------------- | ------------- | ------------ | ----- | -------------- |
| Grube Simon       | Verwaltungsgebäude, Kantine, Maschinenhallen, Werkstätten und zwei Fördertürme des Steinkohlenbergwerks, zwischen 1905 und 1910 | nordöstlich der Stadt (Lage) | PA57000015    | Inscrit      | 2002  | weitere Bilder |
| Kapelle Ste-Croix | ab dem 13. Jahrhundert | östlich der Stadt (Lage)     | PA00106766    | Inscrit      | 1937  | weitere Bilder |